# Luxemburger Fußballpokal

Logo des Luxemburger Fußballverbandes Fédération Luxembourgeoise de Football (FLF)

Der Luxemburger Fußballpokal (französisch Coupe de Luxembourg) ist der nationale Fußball-Pokalwettbewerb für Männerfußball-Vereinsmannschaften des luxemburgischen Fußballverbands FLF (Fédération Luxembourgeoise de Football). Dieser Wettbewerb wird seit der Saison 1921/22 ausgespielt. Die Paarungen werden vor jeder Runde ausgelost. Seit 2022 wird das Finale im Stade de Luxembourg ausgetragen.

## Aktueller Modus
Bis einschließlich der Saison 2000/01 wurden die einzelnen Pokalrunden unabhängig von den verschiedenen Ligen ausgelost. Somit konnten theoretisch alle Vereine des Landes aufeinandertreffen.
In der Saison 2001/02 wurde die Pokalrunden in das folgende System geändert:
- 1. Runde:    Vereine der 2./3. Division
- 2. Runde:    Vereine der 2. Division + Sieger 1. Runde
- 3. Runde:    Vereine der 1. Division + Sieger 2. Runde
- 4. Runde:    Vereine der Ehrenpromotion + Sieger 3. Runde
- 5. Runde:    Vereine der Nationaldivision + Sieger 4. Runde
- Achtelfinale:  Sieger 5. Runde

Zur Saison 2016/17 wurde der Pokalmodus erneut geändert. Schon in der zweiten Runde greifen die Mannschaften der BGL Ligue und der Ehrenpromotion ein. Allerdings können die 28 Mannschaften aus den höchsten beiden Ligen in dieser Runde noch nicht aufeinander treffen.
Außerdem hat ab sofort der klassentiefere Verein immer automatisch Heimrecht bis zum Finale.

## Die Endspiele im Überblick
| Saison | Sieger                                                       | Ergebnis                                                     | Finalist                                                     |
| ------ | ------------------------------------------------------------ | ------------------------------------------------------------ | ------------------------------------------------------------ |
| 1922   | Racing Club Luxemburg                                        | 2:0                                                          | Jeunesse Esch                                                |
| 1923   | CS Fola Esch                                                 | 3:0                                                          | US Hollerich                                                 |
| 1924   | CS Fola Esch                                                 | 2:0                                                          | Red Boys Differdingen                                        |
| 1925   | Red Boys Differdingen                                        | 1:1 n. V., 3:0 (WS)                                          | Spora Luxemburg                                              |
| 1926   | Red Boys Differdingen                                        | 5:2                                                          | Union Luxemburg                                              |
| 1927   | Red Boys Differdingen                                        | 3:2                                                          | Jeunesse Esch                                                |
| 1928   | Spora Luxemburg                                              | 2:2 n. V., 3:3 n. V. (WS), 5:2 (2. WS)                       | Stade Düdelingen                                             |
| 1929   | Red Boys Differdingen                                        | 5:3                                                          | Spora Luxemburg                                              |
| 1930   | Red Boys Differdingen                                        | 2:1                                                          | Spora Luxemburg                                              |
| 1931   | Red Boys Differdingen                                        | 5:3 n. V.                                                    | Spora Luxemburg                                              |
| 1932   | Spora Luxemburg                                              | 2:1                                                          | Red Boys Differdingen                                        |
| 1933   | FC Progrès Niederkorn                                        | 4:1                                                          | Union Luxemburg                                              |
| 1934   | Red Boys Differdingen                                        | 5:2                                                          | Spora Luxemburg                                              |
| 1935   | Jeunesse Esch                                                | 4:2                                                          | Red Boys Differdingen                                        |
| 1936   | Red Boys Differdingen                                        | 2:0                                                          | Stade Düdelingen                                             |
| 1937   | Jeunesse Esch                                                | 3:0                                                          | Union Luxemburg                                              |
| 1938   | Stade Düdelingen                                             | 1:0                                                          | The National Schifflingen                                    |
| 1939   | US Düdelingen                                                | 2:1                                                          | Stade Düdelingen                                             |
| 1940   | Spora Luxemburg                                              | 6:2                                                          | Stade Düdelingen                                             |
|        | 1941 bis 1944 kein Wettbewerb wegen des Zweiten Weltkrieges  |                                                              |                                                              |
| 1945   | FC Progrès Niederkorn                                        | 2:0                                                          | Spora Luxemburg                                              |
| 1946   | Jeunesse Esch                                                | 3:1                                                          | FC Progrès Niederkorn                                        |
| 1947   | Union Luxemburg                                              | 2:1 n. V.                                                    | Stade Düdelingen                                             |
| 1948   | Stade Düdelingen                                             | 1:0 n. V.                                                    | Red Boys Differdingen                                        |
| 1949   | Stade Düdelingen                                             | 1:0                                                          | FC Racing Rodingen                                           |
| 1950   | Spora Luxemburg                                              | 5:1                                                          | Red Boys Differdingen                                        |
| 1951   | SC Tetingen                                                  | 1:1 n. V., 2:0 (WS)                                          | CS Grevenmacher                                              |
| 1952   | Red Boys Differdingen                                        | 1:0                                                          | FC Red Star Merl                                             |
| 1953   | Red Boys Differdingen                                        | 2:1                                                          | CS Grevenmacher                                              |
| 1954   | Jeunesse Esch                                                | 5:0                                                          | CS Grevenmacher                                              |
| 1955   | CS Fola Esch                                                 | 1:1 n. V., 4:1 (WS)                                          | Red Boys Differdingen                                        |
| 1956   | Stade Düdelingen                                             | 3:1 n. V.                                                    | FC Progrès Niederkorn                                        |
| 1957   | Spora Luxemburg                                              | 2:1                                                          | Stade Düdelingen                                             |
| 1958   | Red Boys Differdingen                                        | 2:1                                                          | US Düdelingen                                                |
| 1959   | Union Luxemburg                                              | 3:1 n. V.                                                    | CS Grevenmacher                                              |
| 1960   | The National Schifflingen                                    | 3:0                                                          | Stade Düdelingen                                             |
| 1961   | Alliance Düdelingen                                          | 3:2                                                          | Union Luxemburg                                              |
| 1962   | Alliance Düdelingen                                          | 1:0                                                          | Union Luxemburg                                              |
| 1963   | Union Luxemburg                                              | 2:1                                                          | Spora Luxemburg                                              |
| 1964   | Union Luxemburg                                              | 1:0 n. V.                                                    | Aris Bonneweg                                                |
| 1965   | Spora Luxemburg                                              | 1:0                                                          | Jeunesse Esch                                                |
| 1966   | Spora Luxemburg                                              | 2:0                                                          | Jeunesse Esch                                                |
| 1967   | FC Aris Bonneweg                                             | 1:0                                                          | Union Luxemburg                                              |
| 1968   | US Rumelange                                                 | 0:0, 1:0 (WS)                                                | Aris Bonneweg                                                |
| 1969   | Union Luxemburg                                              | 5:2                                                          | Alliance Düdelingen                                          |
| 1970   | Union Luxemburg                                              | 1:0                                                          | Red Boys Differdingen                                        |
| 1971   | Jeunesse Hautcharage                                         | 4:1 n. V.                                                    | Jeunesse Esch                                                |
| 1972   | Red Boys Differdingen                                        | 4:3                                                          | Aris Bonneweg                                                |
| 1973   | Jeunesse Esch                                                | 3:2 n. V.                                                    | CS Fola Esch                                                 |
| 1974   | Jeunesse Esch                                                | 4:1                                                          | FC Avenir Beggen                                             |
| 1975   | US Rumelange                                                 | 2:0                                                          | Jeunesse Esch                                                |
| 1976   | Jeunesse Esch                                                | 2:1                                                          | Aris Bonneweg                                                |
| 1977   | FC Progrès Niederkorn                                        | 4:4 n. V., 3:1 (WS)                                          | Red Boys Differdingen                                        |
| 1978   | FC Progrès Niederkorn                                        | 2:1                                                          | Union Luxemburg                                              |
| 1979   | Red Boys Differdingen                                        | 4:1 n. V.                                                    | Aris Bonneweg                                                |
| 1980   | Spora Luxemburg                                              | 3:2 n. V.                                                    | FC Progrès Niederkorn                                        |
| 1981   | Jeunesse Esch                                                | 5:0                                                          | FC Olympique Eischen                                         |
| 1982   | Red Boys Differdingen                                        | 2:1                                                          | US Rumelange                                                 |
| 1983   | FC Avenir Beggen                                             | 4:2                                                          | Union Luxemburg                                              |
| 1984   | FC Avenir Beggen                                             | 4:1                                                          | Union Luxemburg                                              |
| 1985   | Red Boys Differdingen                                        | 1:0                                                          | Jeunesse Esch                                                |
| 1986   | Union Luxemburg                                              | 4:1                                                          | Red Boys Differdingen                                        |
| 1987   | FC Avenir Beggen                                             | 6:0                                                          | Spora Luxemburg                                              |
| 1988   | Jeunesse Esch                                                | 1:0                                                          | FC Avenir Beggen                                             |
| 1989   | Union Luxemburg                                              | 2:0                                                          | FC Avenir Beggen                                             |
| 1990   | Swift Hesperingen                                            | 3:3 n. V., 7:1 (WS)                                          | AS Differdingen                                              |
| 1991   | Union Luxemburg                                              | 3:0                                                          | Jeunesse Esch                                                |
| 1992   | FC Avenir Beggen                                             | 1:0                                                          | CS Petingen                                                  |
| 1993   | FC Avenir Beggen                                             | 5:2                                                          | F91 Düdelingen                                               |
| 1994   | FC Avenir Beggen                                             | 3:1                                                          | F91 Düdelingen                                               |
| 1995   | CS Grevenmacher                                              | 1:1 n. V., 3:2 (WS)                                          | Jeunesse Esch                                                |
| 1996   | Union Luxemburg                                              | 3:1                                                          | Jeunesse Esch                                                |
| 1997   | Jeunesse Esch                                                | 2:0                                                          | Union Luxemburg                                              |
| 1998   | CS Grevenmacher                                              | 2:0                                                          | FC Avenir Beggen                                             |
| 1999   | Jeunesse Esch                                                | 3:0                                                          | FC Monnerich                                                 |
| 2000   | Jeunesse Esch                                                | 4:1                                                          | FC Monnerich                                                 |
| 2001   | Etzella Ettelbrück                                           | 5:3                                                          | FC Wiltz 71                                                  |
| 2002   | FC Avenir Beggen                                             | 1:0                                                          | F91 Düdelingen                                               |
| 2003   | CS Grevenmacher                                              | 1:0                                                          | Etzella Ettelbrück                                           |
| 2004   | F91 Düdelingen                                               | 3:1 n. V.                                                    | Etzella Ettelbrück                                           |
| 2005   | CS Petingen                                                  | 5:0                                                          | FC CeBra 01                                                  |
| 2006   | F91 Düdelingen                                               | 3:2                                                          | Jeunesse Esch                                                |
| 2007   | F91 Düdelingen                                               | 2:1                                                          | UN Käerjéng 97                                               |
| 2008   | CS Grevenmacher                                              | 4:1                                                          | Victoria Rosport                                             |
| 2009   | F91 Düdelingen                                               | 5:0                                                          | UN Käerjéng 97                                               |
| 2010   | FC Differdingen 03                                           | 1:0                                                          | CS Grevenmacher                                              |
| 2011   | FC Differdingen 03                                           | 1:0                                                          | F91 Düdelingen                                               |
| 2012   | F91 Düdelingen                                               | 4:2 n. V.                                                    | Jeunesse Esch                                                |
| 2013   | Jeunesse Esch                                                | 2:1                                                          | FC Differdingen 03                                           |
| 2014   | FC Differdingen 03                                           | 2:0                                                          | F91 Düdelingen                                               |
| 2015   | FC Differdingen 03                                           | 1:1 n. V., 3:2 i. E.                                         | F91 Düdelingen                                               |
| 2016   | F91 Düdelingen                                               | 1:0                                                          | US Bad Mondorf                                               |
| 2017   | F91 Düdelingen                                               | 4:1                                                          | CS Fola Esch                                                 |
| 2018   | RFC Union Luxemburg                                          | 0:0 n. V., 4:3 i. E.                                         | US Hostert                                                   |
| 2019   | F91 Düdelingen                                               | 5:0                                                          | Etzella Ettelbrück                                           |
| 2020   | aufgrund der Corona-Pandemie nach dem Achtelfinale abgesagt  | aufgrund der Corona-Pandemie nach dem Achtelfinale abgesagt  | aufgrund der Corona-Pandemie nach dem Achtelfinale abgesagt  |
| 2021   | aufgrund der Corona-Pandemie nach der zweiten Runde abgesagt | aufgrund der Corona-Pandemie nach der zweiten Runde abgesagt | aufgrund der Corona-Pandemie nach der zweiten Runde abgesagt |
| 2022   | RFC Union Luxemburg                                          | 3:2                                                          | F91 Düdelingen                                               |
| 2023   | FC Differdingen 03                                           | 4:2                                                          | FC Marisca Mersch                                            |
| 2024   | FC Progrès Niederkorn                                        | 1:1 n. V., 4:2 i. E.                                         | Swift Hesperingen                                            |
| 2025   | FC Differdingen 03                                           | 2:2 n. V., 7:6 i. E.                                         | F91 Düdelingen                                               |

### Rangliste der Sieger und Finalisten
| Verein                          | Siege | Jahr(e)                                                                                  | Finalteiln. |
| ------------------------------- | ----- | ---------------------------------------------------------------------------------------- | ----------- |
| RFC Union Luxemburg             | 22    | 2018, 2022                                                                               | 25          |
| davon als Racing Club Luxemburg | 1     | 1922                                                                                     | /           |
| davon als Spora Luxemburg       | 8     | 1928, 1932, 1940, 1950, 1957, 1965, 1966, 1980                                           | 5           |
| davon als Union Luxemburg       | 10    | 1947, 1959, 1963, 1964, 1969, 1970, 1986, 1989, 1991, 1996                               | 10          |
| davon als FC Aris Bonneweg      | 1     | 1967                                                                                     | 8           |
| davon als US Hollerich          | /     |                                                                                          | 1           |
| FC Differdingen 03              | 21    | 2010, 2011, 2014, 2015, 2023, 2025                                                       | 11          |
| davon als Red Boys Differdingen | 15    | 1925, 1926, 1927, 1929, 1930, 1931, 1934, 1936, 1952, 1953, 1958, 1972, 1979, 1982, 1985 | 9           |
| davon als AS Differdingen       | /     |                                                                                          | 1           |
| F91 Düdelingen                  | 15    | 2004, 2006, 2007, 2009, 2012, 2016, 2017, 2019                                           | 17          |
| davon als US Düdelingen         | 1     | 1939                                                                                     | 1           |
| davon als Stade Düdelingen      | 4     | 1938, 1948, 1949, 1956                                                                   | 7           |
| davon als Alliance Düdelingen   | 2     | 1961, 1962                                                                               | 1           |
| Jeunesse Esch                   | 13    | 1935, 1937, 1946, 1954, 1973, 1974, 1976, 1981, 1988, 1997, 1999, 2000, 2013             | 12          |
| FC Avenir Beggen                | 7     | 1983, 1984, 1987, 1992, 1993, 1994, 2002                                                 | 4           |
| FC Progrès Niederkorn           | 5     | 1933, 1945, 1977, 1978, 2024                                                             | 3           |
| CS Grevenmacher                 | 4     | 1995, 1998, 2003, 2008                                                                   | 5           |
| Fola Esch                       | 3     | 1923, 1924, 1955                                                                         | 2           |
| US Rumelange                    | 2     | 1968, 1975                                                                               | 1           |
| Etzella Ettelbrück              | 1     | 2001                                                                                     | 3           |
| CS Petingen                     | 1     | 2005                                                                                     | 1           |
| The National Schifflingen       | 1     | 1960                                                                                     | 1           |
| UN Käerjéng 97                  | 1     |                                                                                          | 2           |
| davon als Jeunesse Hautcharage  | 1     | 1971                                                                                     | /           |
| SC Tetingen                     | 1     | 1951                                                                                     | /           |
| Swift Hesperingen               | 1     | 1990                                                                                     | 1           |
| FC Monnerich                    | /     |                                                                                          | 2           |
| FC CeBra 01                     | /     |                                                                                          | 1           |
| FC Wiltz 71                     | /     |                                                                                          | 1           |
| FC Olympique Eischen            | /     |                                                                                          | 1           |
| FC Racing Rodingen              | /     |                                                                                          | 1           |
| FC Red Star Merl                | /     |                                                                                          | 1           |
| Victoria Rosport                | /     |                                                                                          | 1           |
| US Bad Mondorf                  | /     |                                                                                          | 1           |
| US Hostert                      | /     |                                                                                          | 1           |
| FC Marisca Mersch               | /     |                                                                                          | 1           |